# Malcolm McKenna taxonjai

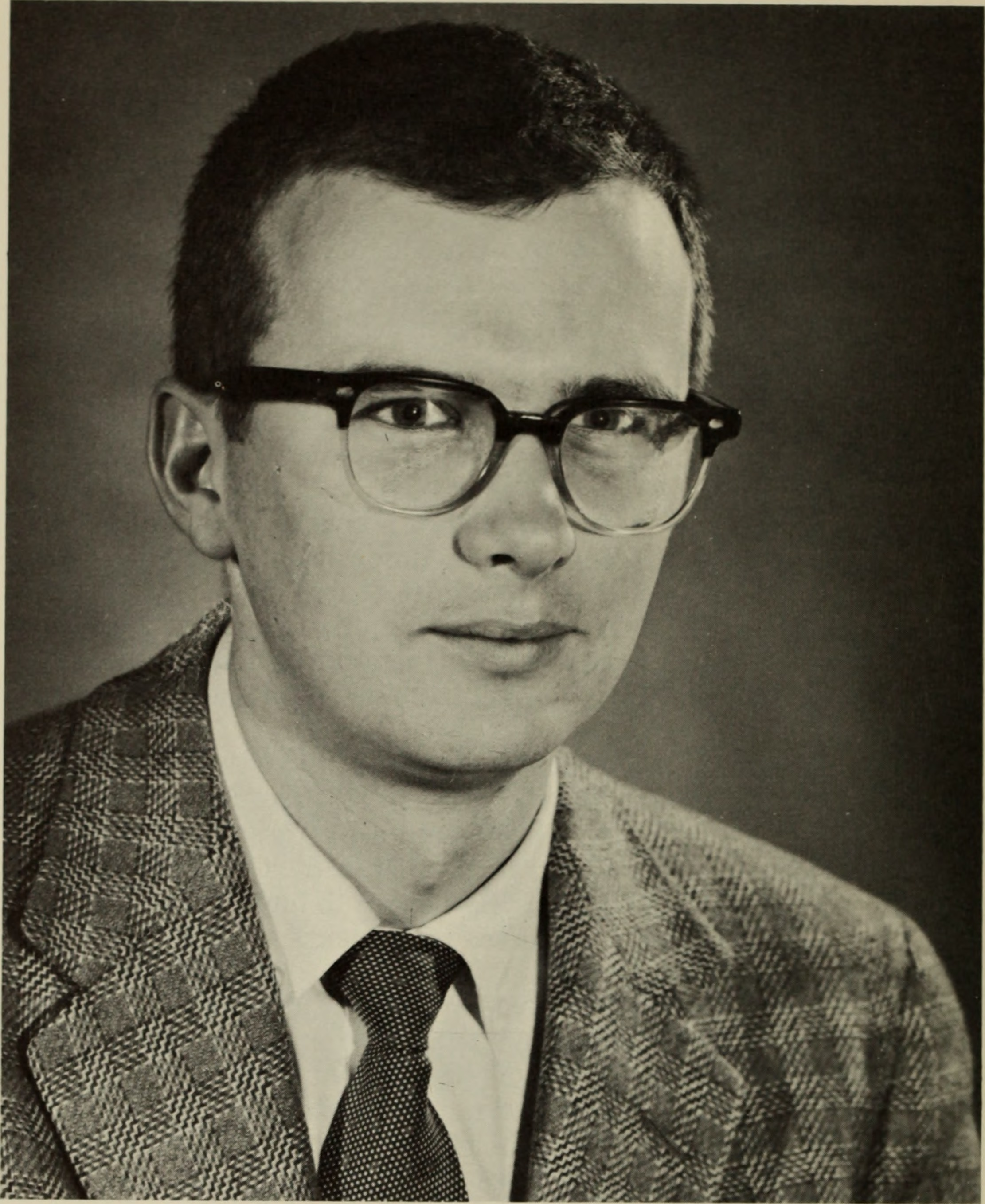
Malcolm McKenna

Ezen a listán azok a taxon nevek szerepelnek, amelyeket Malcolm McKenna (1930 – 2008) alkotott. Azok a taxon nevek, amelyek nincsenek belinkelve, manapság csak szinonimaként használtak (az alábbi lista nem teljes):

## Meridiungulata
- Meridiungulata McKenna, 1975

## Laurasiatheria
- Paralabis McKenna, 1966

## Euarchontoglires
- Tachyoryctini McKenna & Bell, 1997 - gyökérrágóformák
- Delanomyinae McKenna & Bell, 1997 - Delanymyinae
- Tylomyini McKenna & Bell, 1997 - liánpatkányformák